# Luc de Clapiers, Marquis de Vauvenargues

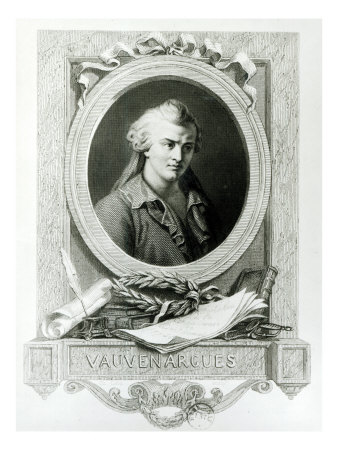
Luc de Clapiers, Marquis de Vauvenargues

Luc de Clapiers, Marquis de Vauvenargues (* 6. August 1715 in Aix-en-Provence; † 28. Mai 1747 in Paris) war ein französischer Philosoph, Moralist und Schriftsteller.

## Leben
Über Vauvenargues’ Jugend ist wenig bekannt. 1735 trat er der französischen Armee bei und diente im Polnischen Erbfolgekrieg und im Österreichischen Erbfolgekrieg. Aus gesundheitlichen Gründen musste er 1744 den Dienst quittieren und zog 1745 nach Paris, wo er sich der Philosophie und der Literatur zuwandte.
Vauvenargues Interesse für antike Philosophen galt vor allem den Stoikern. Er beschäftigte sich mit den großen Themen der späteren Romantik: Herz, Natur, Leidenschaft, Liebe, und glaubte im Grunde, dass der Mensch sich trotz seiner Wechselhaftigkeit zum Guten entwickeln wird. Liebhaber seiner Werke sagen ihm gerne nach, dass er wieder Herz in das Zeitalter des Absolutismus gebracht habe.
Sein Hauptwerk Introduction à la Connaissance de l’Esprit Humain, suivie de Réflexions et maximes besteht aus dem titelgebenden Aufsatz und über 700 Reflexionen und Maximen, die in aphoristischer Form seine Philosophie illustrieren.
Vauvenargues setzte sich zeit seines Lebens nachweislich mit den Schriften Voltaires auseinander.

## Werke
- Introduction à la Connoissance de l’Esprit Humain, suivie de Réflexions et maximes. (Paris, 1746; Taschenbuchausgabe: Flammarion, Paris 1981 ISBN 2-08-070336-6)

Deutsche Ausgaben
- Die französischen Moralisten. Band 1: La Rochefoucauld, Vauvenargues, Montesquieu, Chamfort. Textsammlung. Erstmals: Dieterich’sche Verlagsbuchhandlung, Leipzig 1938 (Sammlung Dieterich, 22). Wieder: dtv, München 1984, ISBN 3-423-06026-3; wieder in: Übers. Fritz Schalk: Französische Moralisten: François de La Rochefoucauld, Vauvenargues, Montesquieu, Nicolas Chamfort. detebe Klassiker 22791, Diogenes, Zürich 1995, S. 144–272[1]
- „Große Gedanken entspringen im Herzen.“ Seine Maximen. Hrsg. Wolfgang Kraus. Übers. Candida Kraus. Prachner, Wien 1954. Wieder: Diogenes, Zürich 1992 ISBN 3-257-22511-3